# André Schneider (Schauspieler)

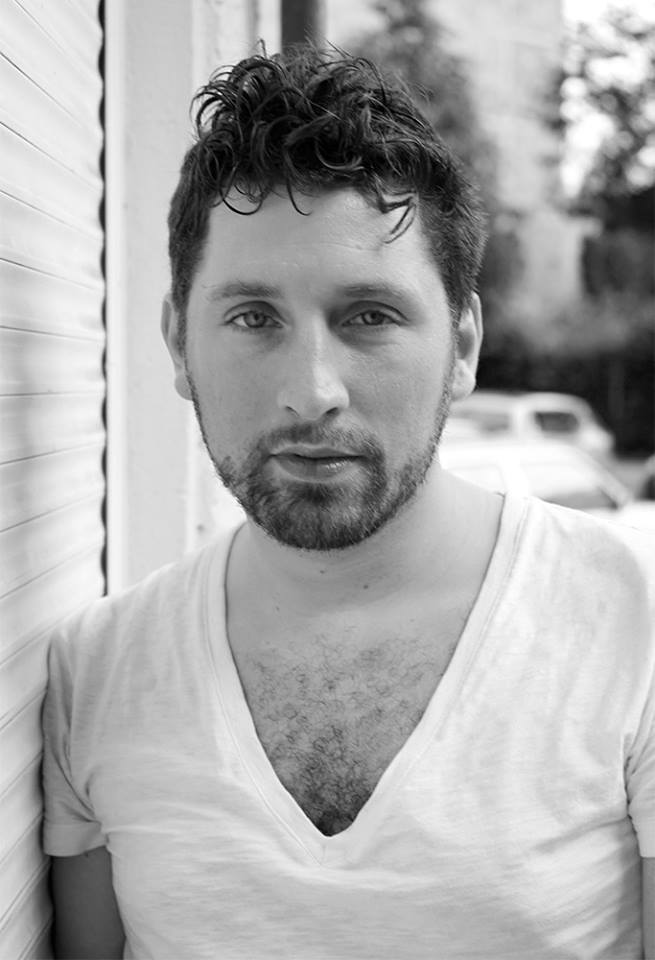
André Schneider (2014)

André Marc Schneider (* 10. März 1978 in Hildesheim) ist ein deutscher Schauspieler, Autor und Filmemacher.

## Leben
André Schneider wuchs in Hildesheim und Christchurch (England) auf. In London besuchte er die Schule und erhielt Tanzunterricht. Ab 1990 spielte er Theaterrollen in Hildesheim und ab 1992 erste Rollen in Kurzfilmen, darunter An American in Hildesheim (1994) und Tagtraum (1995), für den er auch das Drehbuch schrieb.
1997 trat er in Hannover mit dem Soloprogramm Holocaust: André Schneider liest Paul Celan und in mehreren Städten mit dem Chansonprogramm Sleepless Cities auf, das auch als auf 100 Exemplare limitierte CD erschien.
1998 legte er das Abitur ab und studierte ab 1999 Indische Kunstgeschichte, Indische Philologie und Neuere Geschichte an der Freien Universität Berlin. Zudem nahm er Schauspielunterricht und begann in England und Irland seine Laufbahn als Stand-up Comedian. Er spricht Englisch, Französisch und Spanisch fließend.
2003 gründete Schneider die Produktionsfirma Vivàsvan Pictures, die unter anderem Deed Poll, Half Past Ten, Alex und der Löwe und Männer zum Knutschen produzierte.
2012 war er der erste Deutsche, der beim französischsprachigen Dunas Festival auf Gran Canaria als Ehrengast geladen war. Er stellte dort seinen ersten französischen Spielfilm, Le deuxième commencement, vor, in dem er Regie führte und eine Hauptrolle übernahm. 2013 veröffentlichte er Die Feuerblume, die erste ausführliche Biographie der Schauspielerin Marisa Mell. In Paris drehte er den Thriller One Deep Breath (2014) mit Manuel Blanc und Thomas Laroppe. In der französischen Produktion Sur les traces de ma mère des deutschen Regisseurs Ian Hansen spielte er die Hauptrolle. Anschließend arbeitete Schneider mit Alexandre Vallès an Bd. Voltaire (2017), einem Drama, das die Terroranschläge am 13. November 2015 in Paris filmisch aufarbeitet. 2017 spielte er abermals unter Antony Hicklings Regie in Frig (frei nach dem Roman Die 120 Tage von Sodom). 2018 erschien der psychologische Horrorfilm Les Fantômes (Regie: Alexandre Vallès) mit Schneider in der Hauptrolle. Für seine schauspielerischen Leistungen in Half Past Ten und Les Fantômes wurde er international mit Preisen ausgezeichnet.
Schneider ist außerdem Schriftsteller. Von 2013 bis 2015 schrieb er regelmäßig für das Magazin Männer, im Herbst 2014 auch für das Magazin Séparée. Für die Webseite italo-cinema.de verfasste er zwei Jahre lang Filmkritiken. In seiner im März 2021 publizierten Autobiografie, Es wird schon hell, setzt er sich unter anderem literarisch mit der Covid-19-Pandemie auseinander. Eine von ihm ins Französische übersetzte Version des Buches, Le jour se lève, erschien im Februar 2023 in Frankreich.
Im Sommer 2021 outete er sich im Rahmen der Initiative #actout im SZ-Magazin mit 185 weiteren queeren Schauspielern.
Schneider lebt in Straßburg im Elsass (Frankreich).

## Filmografie (Auswahl)
- 2000: Berlin Bohème (Fernsehserie, 11 Folgen)
- 2002: Nachtrausch (Regie: Simon Groß)
- 2002: London’s Burning (Fernsehserie, 1 Folge)
- 2003: The Tulse Luper Suitcases, Part 1: The Moab Story (Regie: Peter Greenaway)
- 2004: Coda (Regie: Ingo J. Biermann)
- 2004: Deed Poll (Regie: Ingo J. Biermann, auch Drehbuch, Produktion)
- 2005: Riot at the Rite (Fernsehfilm)
- 2005: Etüden op. 18 – Segment Pulsar – (Regie: Ingo J. Biermann, auch Drehbuch)
- 2005: Taggart (Fernsehserie, 1 Folge)
- 2005: Basic Instinct – Neues Spiel für Catherine Tramell (Regie: Michael Caton-Jones)
- 2006: La silla (Regie: Julio D. Wallovits)
- 2007: Glastage (Regie: Ingo J. Biermann)
- 2008: Der Mann im Keller (mit Nikolaus Firmkranz, auch Regie, Drehbuch, Produktion)
- 2008: Half Past Ten (Regie: Sascha Bachmann, mit Kerstin Linnartz, auch Drehbuch, Produktion)
- 2009: Dos billetes (Regie: Javier Serrano)
- 2010: Alex und der Löwe (Regie: Yuri Gárate, auch Drehbuch, Produktion, Musik)
- 2012: Männer zum Knutschen (Regie: Robert Hasfogel, auch Drehbuch, Co-Produktion)
- 2012: Le deuxième commencement (auch Regie, Drehbuch, Produktion)
- 2013: Le cadeau (auch Regie, Drehbuch, Produktion)
- 2014: One Deep Breath (Regie: Antony Hickling, auch Drehbuch, Co-Produktion)
- 2015: Slap My Balls and Call Me Mildred (Fernsehfilm)
- 2016: Sur les traces de ma mère (Regie: Ian Hansen, auch Drehbuch, Produktion, Musik)
- 2017: Bd. Voltaire (Regie: Alexandre Vallès, auch Drehbuch)
- 2018: Frig (Regie: Antony Hickling)
- 2018: Les Fantômes (Regie: Alexandre Vallès, mit Judith Magre und Sophie Tellier, auch Drehbuch)
- 2022: What Spring Does With the Cherry Trees (nur Regie, Drehbuch, Produktion, mit Maria de Medeiros und Pau Masó)
- 2023: Feuerblume – Die zwei Leben der Marisa Mell (Regie: Markus Mörth)
- 2026: Perfect Strangers (Regie: Phillip Xia)
- 2026: Deviens génial (Regie: Léo Grandperret, mit Manu Payet, Jan-Josef Liefers, Mark Waschke und Marie-Julie Baup)
- 2026: Pentimento (Regie: Alexandre Vallès)

## Theaterarbeiten (Auswahl)
- 1998: Zoff (Rolle: Branko), Hildesheim
- 2004: Ein Sommernachtstraum (Rolle: Puck), London
- 2006: Rent (Rolle: Roger), London
- 2008: Was ihr wollt (Rolle: Sebastian) und Ein Sommernachtstraum (Rolle: Puck), London
- 2009: Der Sturm (Shakespeare) (Rolle: Trinculo), Theatertournee durch England

## Bücher
- Life is a sexually transmitted disease. Pro Business, Berlin 2004, ISBN 3-938262-17-6.
- Die Sprache der Scherben. Kurzroman. Pro Business, Berlin 2005, ISBN 3-938262-50-8.
- Aus der Umarmung des Wassers. BoD, Norderstedt 2009, ISBN 978-3-8370-3392-2 (Google books)
- Ende. Ein Drehbuch. BoD, Norderstedt 2009, ISBN 978-3-8370-0311-6 (Google books)
- Der Mann im Keller. Eine Komödie in sieben Bildern für drei Personen. BoD, Norderstedt 2009, ISBN 978-3-8370-4031-9.
- Deed Poll. BoD, Norderstedt 2009, ISBN 978-3-8370-3513-1.
- Die Feuerblume – Über Marisa Mell und ihre Filme. BoD, Norderstedt 2013, ISBN 978-3-7322-5325-8.
- Sie7en: 21 Texte aus 21 Jahren. BoD, Norderstedt 2014, ISBN 978-3-7357-9515-1.
- Es wird schon hell: Ein Corona-Nachtbericht. BoD, Norderstedt 2020, ISBN 978-3-7519-3033-8.
- Es wird schon hell. MAIN Verlag, Frankfurt am Main 2021, ISBN 978-3-95949-451-9.
- Le jour se lève. Nombre7 Éditions, Nîmes 2023. EAN: 9782383514435.
- Die Feuerblume: Marisa Mell. Eine Annäherung. Überarbeitete Neuauflage. BoD, Norderstedt 2023, ISBN 978-3-7347-6795-1.
- Zwei Löwen im Goldfischglas. Roman. BoD, Norderstedt 2023, ISBN 978-3-7578-8752-0
- Cœurlune et autres créatures extraordinaires (mit Angelo Russo). Nombre7 Éditions, Nîmes 2024. EAN: 9791042705206.

## Übersetzungen
- Stadt der Goblins (Petr Zhgulyov) Magic Dome Books 2022, ISBN 978-80-7619-699-5
- Stadt der Untoten (Petr Zhgulyov) Magic Dome Books 2022, ISBN 978-80-7619-751-0
- Die Erde retten (Petr Zhgulyov) Magic Dome Books 2022, ISBN 978-80-7619-858-6
- Oberherr des Dungeons (Petr Zhgulyov) Magic Dome Books 2023, ISBN 978-80-7693-016-2
- Souverän (Petr Zhgulyov) Magic Dome Books 2023, ISBN 978-80-7693-211-1
- Die Rückkehr (Petr Zhgulyov) Magic Dome Books 2024, ISBN 978-80-7693-384-2
- Die Wahl (Petr Zhgulyov) Magic Dome Books 2024, ISBN 978-80-7693-669-0
- Die Gakko-Akademie (Buch 1) (Evgeny Alexeev), Magic Dome Books 2024, ISBN 978-80-7693-812-0
- Der Erbe einer altehrwürdigen Blutlinie (Lebendes Eis Buch 1) (Dmitry Sheleg), Magic Dome Books 2024, ISBN 978-80-7702-047-3
- Von Drachen und Feenanteilen: Starfig Investigations 3 (Meghan Maslow), dead soft verlag 2024, ISBN 978-3-96089-744-6
- Dämonenjäger (Lebendes Eis Buch 2) (Dmitry Sheleg), Magic Dome Books 2025, ISBN 978-80-7702-291-0
- Sohn der Morozovs (Lebendes Eis Buch 3) (Dmitry Sheleg), Magic Dome Books 2025, ISBN 978-80-7702-560-7
- Wir sind die Legion (Buch 1) (Dmitry Dornichev & Evgeny Fox), Magic Dome Books 2025, ISBN 978-80-7702-648-2
- Kadett Morozov (Lebendes Buch 4) (Dmitry Sheleg), Magic Dome Books 2025, ISBN 978-80-7702-746-5.